# نيكو كلايسين
نيكو كلايسين ، من مواليد 7 أكتوبر 1962 ، لاعب كرة قدم بلجيكي سابق.
لعب مع منتخب بلجيكا لكرة القدم.

## روابط خارجية
- نيكو كلايسين على موقع الاتحاد الدولي (مؤرشف)  (الإنجليزية)
- نيكو كلايسين على موقع الاتحاد الأوربي (الإنجليزية)
- نيكو كلايسين على موقع الاتحاد البلجيكي (الإنجليزية)
- نيكو كلايسين على موقع قاعدة بيانات كرة القدم.إي يو (الإنجليزية)
- نيكو كلايسين على موقع ناشيونال فوتبول تيمز (الإنجليزية)
- نيكو كلايسين على موقع Soccerway.com (الإنجليزية)
- نيكو كلايسين على موقع عالم كرة القدم.نت (الإنجليزية)
- نيكو كلايسين على موقع كووورة